# Pristine Edge
Pristine Edge (San Luis, Misuri; 13 de octubre de 1987) es una actriz pornográfica y modelo erótica estadounidense.

## Biografía
Natural de la ciudad independiente de San Luis, en el estado de Misuri, nació en el seno de una familia en la que cuenta con 17 hermanos y hermanas, teniendo además una hermana gemela. Fue bailarina durante 7 años. A los 21 años recibió su primera oferta de un agente para comenzar a rodar porno, oferta que desestimó.
En 2013 comenzó a trabajar por su cuenta como camgirl, realizando sus primeros shows en la red. Fue en esta etapa en la que conoció a una agente que le ofreció comenzar a filmar películas pornográficas en Florida, oferta que finalmente aceptó, trasladándose hasta Miami y debutando como actriz en 2014, a los 27 años.
En 2015 se tomó un receso en su actividad como actriz pornográfica al quedar embarazada y dar a luz a su primer hijo. Regresó a la actividad delante de las cámaras en 2016, con un nuevo contrato y representada por la agencia Nexxxt Level Talent.
Como actriz ha trabajado para estudios como Wicked, Kick Ass, Bangbros, Evil Angel, Digital Sin, Girlfriends Films, Diabolic Video, Lethal Hardcore, Brazzers, Pure Play Media, Digital Playground, Naughty America, Sweetheart Video o Hustler, entre otros.
En 2018 recibió su primera nominación en los Premios XBIZ en la categoría de Mejor escena de sexo en película lésbica, junto a Lena Paul, por Please Make Me Lesbian 15.
Ha rodado más de 390 películas.
Algunas películas suyas son Art of Romance 4, Bangin' Assholes, Creepers and Peepers, Do Blondes Have More Fun? 6, Face Fucked 5, i-Masturbate, Lesbian Analingus 8, Neighbor Affair 33, Pretty and Petite 6 o Way She Moves.

## Premios y nominaciones
| Año  | Ceremonia                   | Resultado | Premio                                   | Trabajo                   |
| ---- | --------------------------- | --------- | ---------------------------------------- | ------------------------- |
| 2016 | Spank Bank Awards           | Nominada  | Best Smile                               | —                         |
| 2016 | Spank Bank Awards           | Nominada  | Countess of Contortionism                | —                         |
| 2016 | Spank Bank Awards           | Nominada  | Fun Sized Fuck Bunny                     | —                         |
| 2016 | Spank Bank Awards           | Nominada  | Masturbator of the Year                  | —                         |
| 2016 | Spank Bank Awards           | Nominada  | Most Luxurious Labia                     | —                         |
| 2016 | Spank Bank Awards           | Nominada  | Pussy of the Year                        | —                         |
| 2016 | Spank Bank Technical Awards | Ganadora  | Pint Sized Goddess                       | —                         |
| 2018 | Premios XBIZ                | Nominada  | Mejor escena de sexo en película lésbica | Please Make Me Lesbian 15 |
| 2018 | Spank Bank Awards           | Nominada  | Cuckold Queen of the Year                | —                         |
| 2018 | Spank Bank Awards           | Nominada  | Most Adorable Sexual Deviant             | —                         |
| 2018 | Spank Bank Awards           | Nominada  | Sensational Scissorist                   | —                         |
| 2019 | Spank Bank Awards           | Nominada  | Magnificent MILF of the Year             | —                         |
| 2019 | Spank Bank Awards           | Nominada  | Most Luscious Labia                      | —                         |
| 2019 | Spank Bank Awards           | Nominada  | POV Perfectionist of the Year            | —                         |
| 2023 | Premios XBIZ                | Nominada  | Mejor escena de sexo en película lésbica | Final Girl                |